# Rivolta del sette e mezzo
La rivolta del sette e mezzo (in siciliano Rivorta dû setti e menzu) fu la sollevazione popolare avvenuta a Palermo dal 16 al 22 settembre 1866. Venne detta del sette e mezzo perché durò sette giorni e mezzo.
Fu una violenta dimostrazione antigovernativa, avvenuta al termine della terza guerra di indipendenza.
Fu organizzata da ex garibaldini delusi, reduci dell'Esercito meridionale, ex funzionari borbonici e religiosi penalizzati dalle nuove leggi, col sostegno, tra gli altri, dei contadini, dei rappresentanti delle arti e dei mestieri e dei renitenti alla leva. Sul piano politico, venne rappresentata da repubblicani, autonomisti, mazziniani e socialisti che insieme formarono una giunta comunale.

## Prodromi della rivolta
Quasi una anteprima,  furono le ribellioni contro il servizio militare obbligatorio introdotto dal Regno d'Italia nel 1861 e 1862. In Sicilia, infatti, le leggi borboniche sulla coscrizione obbligatoria non erano mai state attuate vista la "specialità" del Regno di Sicilia, in aggiunta agli abitanti dell'isola erano considerati esenti militarmente anche i figli dei siciliani domiciliati nel resto del Regno delle Due Sicilie. Ribellioni si verificarono a Palermo, Adernò, Paternò, Biancavilla, Sciacca, Belmonte Mezzagno, Mezzojuso, Alcamo. Nel gennaio 1862 si ribellò la popolazione di Castellammare del Golfo. Per la repressione della sommossa che aveva assunto caratteri popolari e di massa, fu dato ordine alle navi da guerra della Regia Marina Italiana di fare fuoco con i cannoni contro la popolazione civile di alcuni quartieri di Castellammare del Golfo.
A Palermo inoltre si verificarono atti di "terrorismo politico": una banda, detta dei "pugnalatori", che sarebbe stata capeggiata dal principe Romualdo Trigona di Sant'Elia, percorse la città ferendo a coltellate, con finalità destabilizzatrici, numerose persone.

## Le cause
Le cause della rivolta furono molteplici e complesse. Influirono soprattutto la crescente miseria della popolazione, il colera e le sue 3 977 vittime in città e circondario, l'integralismo dei funzionari statali "piemontesi" (con un eccesso di miopia era anche stata abolita la ricorrenza del 4 settembre di Santa Rosalia, protettrice di Palermo), l'introduzione del monopolio statale sui tabacchi e di altri vessatori balzelli. Causò malcontento anche la promulgazione della legge sulla soppressione degli ordini religiosi e sul relativo incameramento dei loro beni, che danneggiò economicamente diversi settori della società siciliana.
(Paolo Alatri)
Nell'aprile 1865 il prefetto di Palermo, il funzionario umbro Filippo Antonio Gualterio, inviò un rapporto riservato al ministro dell'Interno Giovanni Lanza in cui affermava l'esistenza della «maffia, o associazione malandrinesca» che, secondo le sue fonti, era costituita dall'alleanza di elementi reazionari filoborbonici e clericali con l'ala radicale-internazionalista del Partito d'Azione mazziniano capeggiata dell'artigiano ed ex garibaldino palermitano Giuseppe Badia (1824-1888), già successore politico di Giovanni Corrao (misteriosamente ucciso nel 1863):
Nello stesso mese, il generale Giacomo Medici del Vascello fu nominato luogotenente generale della divisione di Palermo per coadiuvare il prefetto Gualterio e il questore Felice Pinna in una serie di operazioni militari nelle quattro province della Sicilia occidentale contro i renitenti alla leva e gli elementi più radicali del partito mazziniano. La durissima repressione, che impegnò circa 15 000 uomini, produsse in sei mesi l'arresto di 2 384 uomini e 180 donne nella sola provincia di Palermo, che accrebbe ulteriormente il malcontento dei palermitani nei confronti del governo centrale. Negli stessi mesi fu anche arrestato Badia, sorpreso a preparare una rivolta presso la casa del noto mafioso Gaetano Amoroso.

## La rivolta
All'alba del 16 settembre 1866, alcune squadre di migliaia di persone, armate e provenienti dai paesi vicini di Bagheria e Misilmeri, si radunarono a Monreale.  
Il comando delle squadre fu assunto da due capibanda già d'accordo con il Badia prima del suo arresto: il latitante Salvatore Nobile, e il monrealese Salvatore "Turi" Miceli, già comandante di gruppi volontari (i picciotti) nelle sommosse del 1848 e nel 1860. Questi era appena uscito dal carcere grazie all'intervento del questore Felice Pinna, da alcuni accusato di fiancheggiare, in modo discreto, i rivoltosi.
Le squadre si riversarono su Palermo e si unirono a quelle cittadine. Assieme ebbero ragione dei vari presidi governativi grazie alle armi già trovate in alcuni magazzini mentre altre bande incendiavano i registri della leva. Si stima che in totale gli insorti armati fossero circa 35 000 in provincia di Palermo. Fu bruciato il tribunale e assaltati il carcere della Vicaria, la casa del sindaco Antonio Starabba di Rudinì, il Palazzo Reale e il Castello a Mare alla Cala. Il sindaco di Rudinì e il prefetto Luigi Torelli fecero in tempo a barricarsi in municipio e li resistettero ai rivoltosi alla testa di un gruppo di granatieri e della Guardia nazionale, rifiutando di scendere a patti con loro. Durante l'assalto per liberare Badia dal carcere della Vicaria, il Miceli verrà ucciso.
Quasi 4 000 rivoltosi assalirono anche prefettura e questura, uccidendo l'ispettore generale del Corpo delle Guardie di Pubblica Sicurezza. La città restò in mano agli insorti e la rivolta si estese nei giorni seguenti anche nei paesi limitrofi, come Monreale, Altofonte e Misilmeri, dove furono assaltate le caserme di pubblica sicurezza e dei carabinieri, che furono torturati, mutilati e uccisi. Il 18 settembre, a Palermo, si costituisce il Comitato rivoluzionario al quale aderiscono anche alcuni siciliani dell'aristocrazia: guidati dal Bonanno principe di Linguaglossa, il barone Pignatelli, Giovanni Riso barone del Castello di Colobria (Castronuovo di Sicilia), il principe di Ramacca, Giuseppe de Spuches principe di Galati Mamertino, il barone di Sutera, il principe di Niscemi, il principe di San Vincenzo e l'Arcivescovo di Monreale monsignor Benedetto D'Acquisto. Segretario del Comitato divenne il mazziniano (e futuro bakuninista) Francesco Bonafede che fu, secondo alcuni, "il capo effettivo e l'autore dei proclami".

## Reazione governativa
Il governo italiano decise di adottare contro il popolo palermitano una dura repressione, mobilitando l'esercito comandato da Raffaele Cadorna.
Il 27 settembre 1866 venne dichiarato lo stato di assedio, e le navi della Regia Marina, con la nave ammiraglia Re di Portogallo, bombardarono la città (così come avevano fatto i borbonici nel 1860). Dopo lo sbarco dei fanti della "Real Marina" Palermo fu riconquistata da circa 40 000 soldati in sette giorni e mezzo.
Oltre 200 furono i militari morti, tra cui 42 carabinieri; non vi è un numero ufficiale di vittime civili nella popolazione, anche perché immediatamente dopo si diffuse il colera.
Furono arrestati 2 427 civili, 297 furono processati e 127 condannati. Cadorna fece arrestare tutti i membri del Comitato rivoluzionario, compreso l'arcivescovo di Monreale Benedetto D'Acquisto. La repressione venne testimoniata solo dai ricordi delle vittime e da una rara lettera, quella dell'ufficiale dei granatieri Antonio Cattaneo, riportata dallo storico Francesco Brancato che dice testualmente: «Qualche vendetta la facemmo anche noi, fucilando quanti ci capitavano; anzi, il giorno 23, condotti fuori porta circa 80 arrestati con le armi alle mani il giorno prima, si posero in un fosso e ci si fece tanto fuoco addosso finché bastò per ucciderli tutti. In una chiesa, un ufficiale visto due frati che suonavano a stormo li fucilò con le corde in mano…».
I documenti ufficiali dei tribunali militari furono probabilmente distrutti dai bombardamenti di Palermo durante la seconda guerra mondiale.
Ma le cause della rivolta restarono irrisolte ed appena un anno ed un mese dopo, il 21 ottobre del 1867, sul Monte Pellegrino, in modo che fosse visibile a tutta la città e dal mare, venne issata da ignoti un'enorme bandiera rossa.»
(Paolo Alatri)
Nel maggio del 1867 venne istituita una Commissione d'inchiesta sulle condizioni morali ed economiche della provincia di Palermo, una delle prime commissioni d'inchiesta dello Stato italiano presieduta dal deputato Giuseppe Pisanelli per indagare sulle cause sociali che determinarono la rivolta del sette e mezzo. Nei verbali della Commissione emergono alcuni riferimenti alla misteriosa mafia. Vi parla di mafia l'ex sindaco e ora prefetto di Palermo di Rudinì, che sarà parlamentare e presidente del Consiglio dal maggio 1891 al maggio 1892 e dal marzo 1896 al giugno 1898. A dire del prefetto di Rudini, la mafia «è potente, forse più di quello che si crede; e in moltissimi casi è impossibile discoprirla e punirla, mancando le prove de' fatti e delle colpe». Rudinì sostiene che bisognerebbe conoscere l'ordinamento della mafia per apprezzarne la forza e l'influenza. Lui non conosce «il numero de' Capi e degli affigliati alla Mafia». Il prefetto parla di una mafia organizzata, con capi e affiliati, che però non è dato conoscere [ibidem, 117 ss.]".

## Nella letteratura
Giuseppe Maggiore dedicò un suo romanzo storico, Sette e mezzo, a questa vicenda, essa è inoltre citata nell'incipit dell'opera Biografia del figlio cambiato di Andrea Camilleri.
Nel romanzo storico L'eroe di Paternò di Paolo Pintacuda le vicende conclusive dei protagonisti si svolgono a Palermo durante gli ultimi due giorni di rivolta.